# 北夏輝
北 夏輝（きた なつき）は、日本の小説家。女性。

## 経歴・人物
1986年、大阪府生まれ。
奈良女子大学大学院に在籍。
2012年、奈良を舞台とした小説『恋都の狐さん』で第46回メフィスト賞を受賞、小説家デビューを果たす。
同書は発売1週間で重版が決まった。
奈良県内に6店舗を展開する啓林堂書店は、全店で同書を取り上げたブックフェアを開催した。

## 作品

### 恋都の狐さんシリーズ
- 恋都の狐さん（2012年2月 講談社 / 2014年3月 講談社文庫）
- 狐さんの恋結び（2014年3月 講談社 / 2016年9月 講談社文庫）
- 狐さんの恋活（2015年4月 講談社）

### その他
- 美都で恋めぐり（2013年4月 講談社 / 2015年4月 講談社文庫）

## テレビ出演
- KBS京都「やのぱんの生活情報部」（2012年5月17日 19:00 - ）[5][6]